# Епархия Юаньлина
Епархия Юаньлина (лат. Dioecesis Iuen-limensis , кит.  中文: 沅陵, 辰州) — епархия Римско-Католической Церкви, уезд Юаньлин, городской округ Хуайхуа, провинция Хунань, Китай. Епархия Юаньлина входит в архиепархию Чанша.

## История
13 марта 1925 года Римский папа Пий XI бреве Quae rei sacrae учредил апостольскую префектуру Шэньчжоу, которая отделилась от апостольского викариата Чэнду (сегодня - Чандэ). 
28 мая 1934 года апостольская префектура Шэньчжоу была преобразована в апостольский викариат Шэньчжоу буллой Ad potiorem vicariatus Римского папы Пия XI. 
10 декабря 1934 года апостольский викариат Шэньчжоу был преобразован в апостольский викариат Юаньлина, который 11 апреля 1946 года буллой Quotidie Nos Римского папы Пия XII был преобразован в епархию Юаньлина.

## Ординарии епархии
- епископ Domenico Langenbacher (16/07/1925 — 1929)
- епископ Cutbert Martin O’Gara (12.02.1930 — 13.05.1968)
- с 13.05.1968 года кафедра вакантна

## Источник
- Annuario Pontificio, Libreria Editrice Vaticana, Città del Vaticano, 2003, ISBN 88-209-7422-3
- Булла  Ad potiorem vicariatus, AAS 27 (1935), стр. 267  (лат.)
- Бреве Quae rei sacrae, AAS 17 (1925), стр. 175  (лат.)
- Булла Quotidie Nos, AAS 38 (1946), стр. 301]  (лат.)